# 静岡県道170号田子浦港大野線

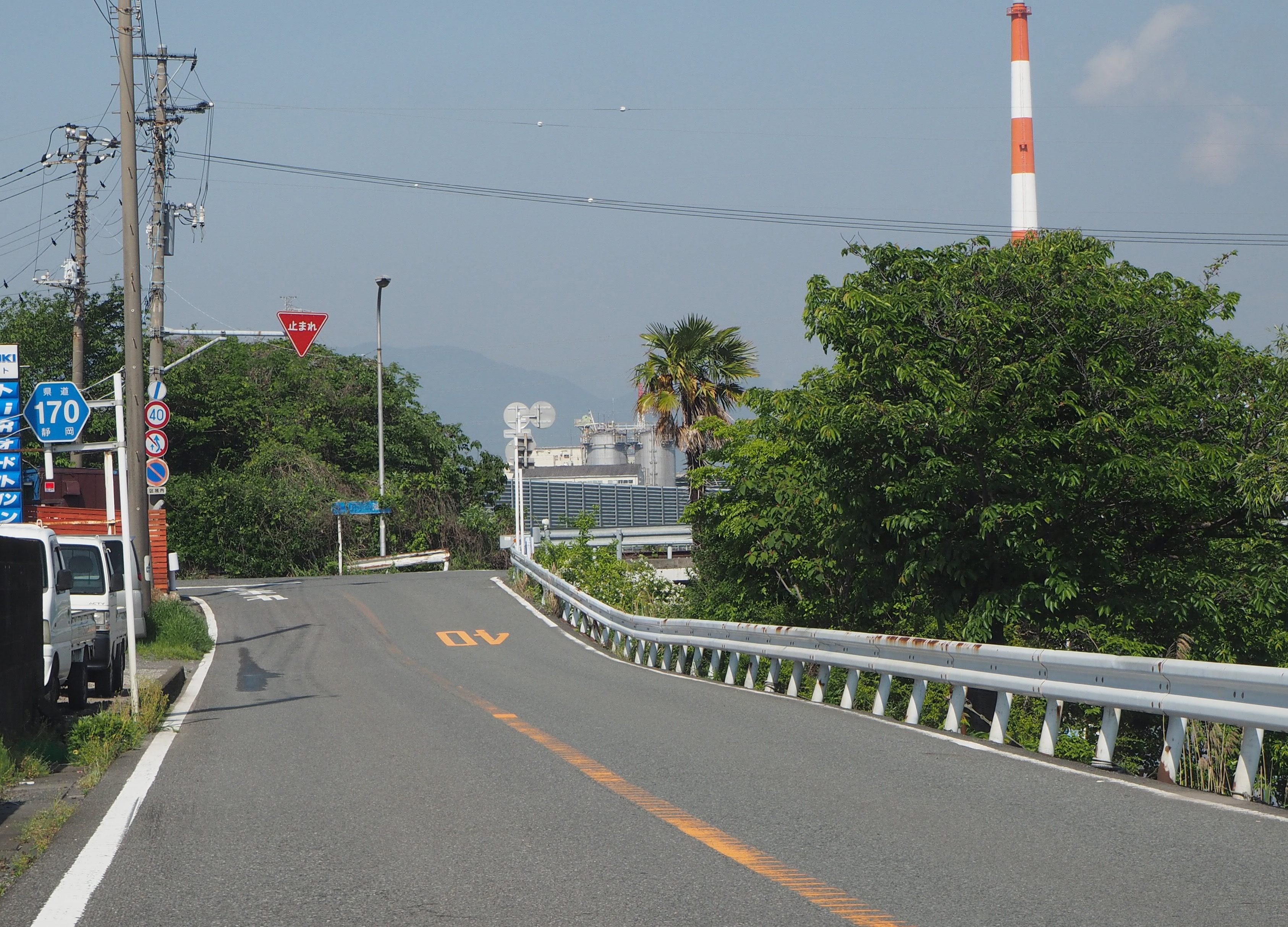
吉原駅北側にて

静岡県道170号田子浦港大野線（しずおかけんどう170ごう たごのうらこうおおのせん）は静岡県富士市内を通る一般県道である。

## 概要

### 路線データ
- 陸上距離： 2.6km
- 起点：田子浦港（富士市鈴川）
- 終点：富士市檜新田（静岡県道380号富士清水線交点）

## 重複区間
- 静岡県道169号吉永吉原停車場線 富士市鈴川本町（吉原駅北口交差点）-（河合橋交差点）
- 静岡県道171号吉原停車場吉原線 富士市鈴川本町（吉原駅北口交差点）-（河合橋交差点）

## 通称
- 旧東海道

## 地理
田子の浦港と静岡県道380号富士清水線を結ぶ路線。田子の浦港付近を除くほぼ全線が旧東海道。沿線は当初吉原宿があった場所（参考：吉原宿）であり"元吉原"と呼ばれている。"元吉原"は地名としては残っていないが、この地区の小学校・中学校名は、それぞれ元吉原小・元吉原中である。

### 通過する自治体
- 静岡県
  - 富士市

### 交差する道路
- 静岡県道169号吉永吉原停車場線（重複:富士市鈴川本町）
- 静岡県道171号吉原停車場吉原線（重複:富士市鈴川本町）
- 静岡県道76号富士富士宮由比線（富士市今井）
- 静岡県道380号富士清水線（富士市檜新田）

### 沿線
- JR・岳南電車 吉原駅
- 今井香久山妙法寺（毘沙門天大祭が有名）